# Karl-Birger Blomdahl
Karl-Birger Blomdahl, född 19 oktober 1916 i Växjö, död 14 juni 1968 i Kungsängen, var en svensk tonsättare, professor i komposition och chef för Sveriges Radios musikavdelning.

## Biografi
Blomdahl var elev till Hilding Rosenberg och var informell ledare för Måndagsgruppen. I slutet av 1940-talet kom Blomdahl att anamma tolvtonstekniken. Han är en av de främsta modernisterna i svensk musikhistoria. Ett par av hans mest kända verk är operan Aniara (1958) och symfoni nr 3, Facetter (1950). För Aniara skapade Blomdahl tre elektroniska musikstycken, Mima Music, som skapades och spelades in på magnetband i Sveriges Radios studio. På grund av den stora uppmärksamhet som Aniara fick så blev Mima Music de första elektroniska musikstyckena som spreds till en bredare publik i Sverige. Blomdahls verk för opera och balett kom till i samarbete med koreografen Birgit Åkesson och många av hans verk bygger på texter av Erik Lindegren.
Förutom sin gärning som tonsättare var Blomdahl mycket aktiv inom det svenska musiklivet genom en rad uppdrag. Han var professor i komposition vid Musikaliska Akademiens konservatorium 1960–64.
Blomdahl var från 1965 till sin död chef för Sveriges Radios musikavdelning. Han använde den under uppbyggnad varande Elektronmusikstudion (EMS) för ljud-bild-kompositionen Altisonans (1966) med ljud från fåglar, tidiga satelliter, kosmiska ljud med mera för ett uppförande hos Fylkingen. Vid radion infördes under Blomdahls tid en profilering av P2 till en musikkanal och radions orkestrar samlades 1965 till Sveriges Radios symfoniorkester. Som chef på Sveriges Radio inbjöd han i april 1967 kompositören Terry Riley, som artist in residence, till Stockholm.

## Priser och utmärkelser
- 1953 – Ledamot nr 669 av Kungliga Musikaliska Akademien
- 1959 – Spelmannen
- 1964 – Stora Christ Johnson-priset för Symfoni nr 3, Facetter
- 1965 – Nordiska rådets musikpris för Aniara

## Verk

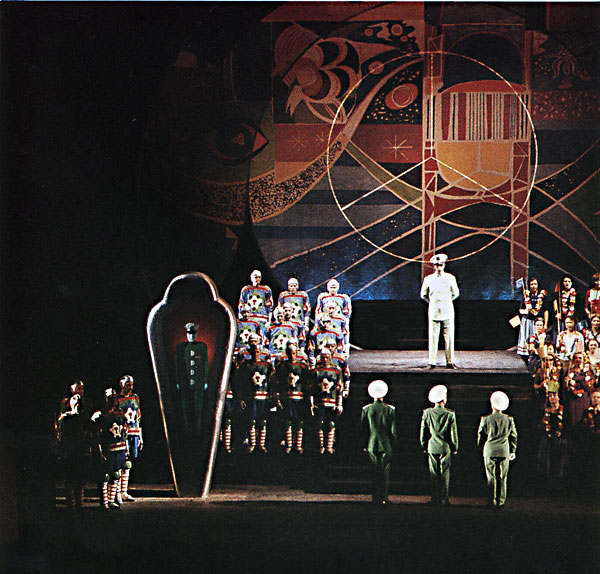
Premiäruppsättningen av Aniara på Kungliga Operan 1959. Dekor av Sven Erixson.

### Orkesterverk
- Symfoniska danser (1939)
- Konsertuvertyr (1940)
- Symfoni nr 1 (1943)
- Concerto grosso (1944)
- Symfoni nr 2 (1947)
- Pastoralsvit (1948)
- Symfoni nr 3, Facetter (1950)
- Fioriture (1960)
- Forma ferritonans för invigningen av Oxelösunds järnverk (1961)

### Solokonserter
- Konsert för viola och orkester (1941)
- Konsert för violin och stråkorkester (1946)
- Kammarkonsert för piano, blåsorkester och slagverk (1953)

### Körverk
- I speglarnas sal efter dikter av Erik Lindegren (1951–52)
- Anabase för recitatör, baryton, blandad kör och orkester till text av Saint-John Perse (1956)
- Vi kom från Jorden (ur Aniara) för blandad kör a cappella till text av Erik Lindegren (1957)

### Operor
- Aniara med libretto av Erik Lindegren efter Harry Martinsons versepos (1958)
- Herr von Hancken med libretto av Erik Lindegren efter Hjalmar Bergmans roman (1965)

### Baletter
- Sisyfos (1954)
- Minotaurus (1957)
- Spel för åtta (1962)
- Öga: sömn i dröm, musik till dans av Birgit Åkesson till text av Erik Lindgren (1953)

### Teater- och hörspelsmusik
- Teatermusik nr 1 Vaknatten (1945)
- Agamemnon till ett hörspel av Rabbe Enckell (1949)

### Filmmusik
- Gycklarnas afton (1953)
- Så börjar livet (1965)

### Kammarmusik
- Trio för träblåsare (1938)
- Stråkkvartett nr 1 (1939)
- Svit för cello och piano (1944)
- Trio för violin, viola och cello (1945)
- Liten svit för fagott och piano (1945)
- Tre polyfona stycken för piano (1945)
- Tre småstycken för piano (1945)
- Stråkkvartett nr 2 (1948)
- Danssvit nr 1 för flöjt, stråktrio och slagverk (1948)
- Litet tema med variationer för piano (1948)
- Ostinato pro Olle, dedikationssvit för stråkkvintett (1949)
- Preludio e allegro för stråkkvartett eller stråkorkester (1949)
- Liten stråkkvartett (1950)
- Danssvit nr 2 för klarinett, cello och slagverk (1951)
- Danssvit nr 3 för klarinett, cello och slagverk (1953)
- Trio för klarinett, cello och piano (1955)

### Sånger
- Fyra sånger ur En döddansares visor för damröster och piano till text av Nils Ferlin (1942)
  1. ”Ett träd”
  2. ”Leken går”
  3. ”Stjärnorna kvittar det lika”
  4. ”Stackars”
- Lugete o Veneres Cupidinesque för röst och gitarr till text av Catullus (1949)
- Morgondyning, sakta dyning (ur Dithyramb) för röst och piano till text av Gunnar Ekelöf (1949)
- Cinque canzoni för röst och piano (1954)
  1. ”Ognuno sta solo” till text av Salvatore Quasimodo
  2. ”Prendo una foglia caduta” till text av G. Archangioli
  3. ”Tra vetro e cielo” till text av G Archangioli
  4. ”Il cielo umanamente” till text av G Archangioli
  5. ”Oh quando un giorno” till text av G Archangioli
- ...resan i denna natt för sopran och stråkorkester till text av Erik Lindegren (1966)

### Elektroniska verk
- Altisonans (1966)